# Brown Skin Girl
«Brown Skin Girl» — песня американской певицы Бейонсе, гайано-американского рэпера Saint Jhn и нигерийского певца Wizkid при участии дочери Бейонсе Блю Айви Картер из альбома-саундтрека «The Lion King: The Gift». Песня была отправлена на радио Top 40/Rhythmic 23 июля 2019 года в качестве второго сингла альбома.

## Предыстория
Песня знаменует собой второе сотрудничество Бейонсе и её дочери Блю Айви Картер после песни «Blue» из альбома Бейонсе «Beyoncé». Картер также указана как автор песен и внесла свой вклад в вокал. После выхода песни хештег «#BrownSkinGirlChallenge» стал вирусным.

## Критика
В положительном отзыве Имани Башир из «Teen Vogue» описал песню как «празднование темнокожих женщин». Аманда Митчелл из журнала «O, The Oprah Magazine» похвалила песню за то, что она «непростительно и бесстрашно чёрная». Журнал «Time» похвалил появление Блю Айви Картер, назвав его «благодарным камео». Эллис Шафер из «Billboard» отметила, что она добавила «сентиментальный тон треку». Алексис Петридис, пишущий для «The Guardian», назвал «Brown Skin Girl» одним из основных моментов альбома, описав его как «блестящий».
Лупита Нионго также отреагировала, разместив своё видео в пятницу, 19 июля 2019 года, через Instagram, поя и танцуя под «Brown Skin Girl», в котором Бейонсе специально аплодировала под её имя.
На церемонии Soul Train Music Awards 2019 года песня получила премию «Ashford & Simpson Songwriter’s Award», а также была номинирована на лучшее сотрудничество.

## Чарты
| Чарт (2019)                             | Высшая позиция |
| --------------------------------------- | -------------- |
| Канада (Billboard Canadian Hot 100)     | 60             |
| Ireland (IRMA)                          | 47             |
| Lithuania (AGATA)                       | 29             |
| Нидерланды (Single Top 100)             | 82             |
| New Zealand Hot Singles (RMNZ)          | 4              |
| Sweden Heatseeker (Sverigetopplistan)   | 6              |
| Великобритания (OCC UK Singles)         | 42             |
| США (Billboard Hot 100)                 | 76             |
| США (Billboard Hot R&B/Hip-Hop Songs)   | 27             |
| US Rolling Stone Top 100                | 1              |
| US World Digital Song Sales (Billboard) | 1              |

## Сертификации
| Регион                                                                      | Сертификация | Продажи |
| --------------------------------------------------------------------------- | ------------ | ------- |
| Канада (Music Canada)                                                       | Золотой      | 40 000  |
| Великобритания (BPI)                                                        | Серебряный   | 200 000 |
| США (RIAA)                                                                  | Золотой      | 500 000 |
| Данные о продажах + прослушиваниях приведены только на основе сертификации. |              |         |

## История релиза
| Регион | Дата         | Формат                | Лейбл             | Ref.   |
| ------ | ------------ | --------------------- | ----------------- | ------ |
| США    | 23 июля 2019 | Rhythmic contemporary | Parkwood Columbia | [ 23 ] |